# Anders Hallberg (handbollsspelare)
Anders Hallberg, född 1 april 1986 i Lilla Harrie, Kävlinge kommun, är en svensk handbollstränare och tidigare handbollsspelare (mittnia). Sedan 2022 är han huvudtränare för IF Hallbys herrlag.

## Karriär
Kävlinge HK var Anders Hallbergs moderklubb men han valde 18 år gammal att börja spela för Lugi HF. Han spelade sedan i Sveriges ungdomslandslag med stor framgång parallellt med elitserien. Blev en rutinerad elitseriespelare och lagkapten i Lugi. Men de stora framgångarna kom inte förrän på senare år. 2012/2013 vann Lugi för första gången elitserien i Sverige. Hallberg hade en strålande säsong bakom sig och fick debutera i landslaget i juni 2013. Men i slutspelet förlorade man i semifinalen mot  HK Drott med 2-3 i matcher efter en snöplig avslutning där Albin Tingsvalls kvittering i femte matchen dömdes bort av matchdelegaten .
Inför säsongen 2013/2014 satsade Lugi på SM Guld. Serien vann man inte men man tog sig till SM-finalen i Malmö Arena men där förlorade man till Alingsås HK. Efter SM-finalen lämnade Anders Hallberg Lugi för en sejour till Danmark. Han skulle spela i Bjerringbro-Silkeborg i danska ligan. Det blev bara ett och ett halvt år för i januari 2016 återvände Hallberg till Lugi. Det blev möjligt tack vare en sponsor som täckte kostnaden. Anders Hallberg har gjort över 1000 mål i Lugitröjan och är den spelare genom tiderna som spelat flest matcher för Lugi. Sten Sjögrens klubbrekord på 432 spelade matcher slogs i slutfasen av säsongen 2018/2019, vilket firades i samband med det som kom att bli Anders Hallbergs sista hemmamatch i Lugitröjan, kvartsfinal 2 mot IFK Skövde den 29 mars 2019. Inför säsongen 2019/2020 hade Anders Hallberg gjort klart med den norska toppklubben Runar från Sandefjord. Efter två år i Runar, där han påbörjat en tränarutbildning, valde han spel i Sandefjord Håndball 2021.
Han avslutade sin spelarkarriär 2022, och blev då huvudtränare för IF Hallbys herrlag. Med ett år kvar på kontraktet köps Anders Hallberg ut av seriekonkurrenten IFK Kristianstad. I januari 2024 presenteras han som klubbens huvudtränare med ett treårskontrakt som startar kommande säsong.

## Landslaget
Anders Hallberg hade en framgångsrik tid i ungdomsmästerskapen med silver i U20 EM 2006 och guld i U21 VM 2007. Sammanlagt spelade han i J-landslaget 29 matcher  med 44 mål och U-landslaget 29 matcher  med 54 mål. Hallberg debuterade i A-landslaget den 6 juni 2013 i Scandinavien Open mot Norge i Larvik, Norge. Han gjorde ett mål i  debutmatchen. Han spelade tre landskamper i denna turnering.